# 毛冠四叶葎
毛冠四叶葎（学名：Galium bungei var. setuliflorum）为茜草科拉拉藤属下的一个变种。

## 扩展阅读
- 維基物種上的相關：毛冠四叶葎